# Коцатку (Бузау)
Коцатку (рум. Coțatcu) насеље је у Румунији у округу Бузау у општини Подгорија. Oпштина се налази на надморској висини од 276 m.

## Становништво
Према подацима из 2002. године у насељу је живело 1348 становника, од којих су сви румунске националности.